# Camerún en los Juegos Olímpicos de Los Ángeles 1984
Camerún estuvo representado en los Juegos Olímpicos de Los Ángeles 1984 por un total de 46 deportistas que compitieron en 6 deportes.  
El portador de la bandera en la ceremonia de apertura fue el director deportivo Issa Hayatou.

## Medallistas
El equipo olímpico camerunés obtuvo las siguientes medallas:
| Nombre               | Deporte | Competición      |
| -------------------- | ------- | ---------------- |
| Oro                  |         |                  |
| —                    |         |                  |
| Plata                |         |                  |
| —                    |         |                  |
| Bronce               |         |                  |
| Martin Ndongo-Ebanga | Boxeo   | Ligero (60 kg) M |